# 沼間
沼間（ぬまま）は、神奈川県逗子市の町名。面積は3.51km2。現行行政地名は沼間一丁目から沼間六丁目。住居表示実施済み区域。

## 地理
逗子市東部に位置する。北で池子、東で横須賀市湘南鷹取・船越町、南東で田浦町・田浦大作町、南で桜山の飛地、南西で三浦郡葉山町長柄、西で桜山と接する。

### 地価
住宅地の地価は、2023年（令和5年）1月1日の公示地価によれば、沼間2-6-7の地点で14万4000円/m2、沼間3-25-14の地点で12万9000円/m2となっている。

## 歴史
沼間は正倉院に収められている調布に記された「相模国鎌倉郡沼浜郷」の中心地で地名はこの沼浜郷が元と推測される。古代の逗子市は海岸線が現在の東逗子駅辺りまで入り組んでおり、沼間一帯は湿地帯であった。
源義朝が邸を構えた沼浜亭（沼浜城）が存在した（その後、本拠地を鎌倉へ移したので別宅となった）。当時義朝亡きあとの沼浜城は三浦一族の管理下となった。沼浜城の位置は現在の法勝寺がある辺りがその場所だと言われてきたが、近年,神武寺への登り口左にある地域だと考えられている。周辺には堀の内、馬場橋、武道橋、矢の根橋といった武家の館由来と思わしき地名が残っている。
建仁2年(1202年)北条政子が義朝の夢告と称し沼浜城は解体され、鎌倉の寿福寺に移築された。沼浜城は頼朝の愛妾用の別宅になっていたり、源義平がここから出兵した経緯があることから三浦一族による鎌倉への軍事的な影響を退ける為に政子が画策したものとされている。
舞草鍛冶であった四郎太夫が奥州より沼間に移住（平安時代後期である保元年間の頃に沼浜を含めた三浦半島一帯を統治していた三浦一族や山内首藤氏の庇護があった）、沼間藤源次を名乗った一派が刀剣を作成する鍛冶場があったとされ、三浦義明の為に咲栗（えみぐり）という刀を作っている。三浦氏が北条氏に滅ぼされた後の1266年（文永3年）鎌倉幕府に招聘された備前福岡一文字の刀匠、助真が藤源次の名を受け継いで沼間の地で新たに鎌倉一文字を興し、その弟子である新藤五国光も同地に居住して正宗にまで連なる五箇伝の１つ相州伝の基礎を築いた。
1884年、桜山村、逗子村、山野根村、小坪村、池子村、久木村および沼間村が逗子村外六ヶ村を形成。1889年、逗子村外六ヶ村が合併し三浦郡田越村が成立した。

## 世帯数と人口
2021年（令和3年）10月1日現在（逗子市発表）の世帯数と人口は以下の通りである。
| 丁目       | 世帯数    | 人口    |
| ---------- | --------- | ------- |
| 沼間一丁目 | 810世帯   | 1,691人 |
| 沼間二丁目 | 1,076世帯 | 2,381人 |
| 沼間三丁目 | 986世帯   | 2,374人 |
| 沼間四丁目 | 374世帯   | 825人   |
| 沼間五丁目 | 504世帯   | 1,205人 |
| 沼間六丁目 | 194世帯   | 491人   |
| 計         | 3,944世帯 | 8,967人 |

### 人口の変遷
国勢調査による人口の推移。
| 年                 | 人口   |
| ------------------ | ------ |
| 1995年（平成7年）  | 9,211  |
| 2000年（平成12年） | 9,680  |
| 2005年（平成17年） | 10,292 |
| 2010年（平成22年） | 9,698  |
| 2015年（平成27年） | 9,333  |
| 2020年（令和2年）  | 8,984  |

### 世帯数の変遷
国勢調査による世帯数の推移。
| 年                 | 世帯数 |
| ------------------ | ------ |
| 1995年（平成7年）  | 3,235  |
| 2000年（平成12年） | 3,554  |
| 2005年（平成17年） | 3,960  |
| 2010年（平成22年） | 3,874  |
| 2015年（平成27年） | 3,865  |
| 2020年（令和2年）  | 3,903  |

## 学区
市立小・中学校に通う場合、学区は以下の通りとなる（2023年2月時点）。
| 丁目       | 番地 | 小学校             | 中学校             |
| ---------- | ---- | ------------------ | ------------------ |
| 沼間一丁目 | 全域 | 逗子市立沼間小学校 | 逗子市立沼間中学校 |
| 沼間二丁目 | 全域 | 逗子市立沼間小学校 | 逗子市立沼間中学校 |
| 沼間三丁目 | 全域 | 逗子市立沼間小学校 | 逗子市立沼間中学校 |
| 沼間四丁目 | 全域 | 逗子市立沼間小学校 | 逗子市立沼間中学校 |
| 沼間五丁目 | 全域 | 逗子市立沼間小学校 | 逗子市立沼間中学校 |
| 沼間六丁目 | 全域 | 逗子市立沼間小学校 | 逗子市立沼間中学校 |

## 事業所
2021年（令和3年）現在の経済センサス調査による事業所数と従業員数は以下の通りである。
| 丁目       | 事業所数  | 従業員数 |
| ---------- | --------- | -------- |
| 沼間一丁目 | 107事業所 | 713人    |
| 沼間二丁目 | 31事業所  | 125人    |
| 沼間三丁目 | 43事業所  | 299人    |
| 沼間四丁目 | 19事業所  | 91人     |
| 沼間五丁目 | 15事業所  | 78人     |
| 沼間六丁目 | 14事業所  | 93人     |
| 計         | 229事業所 | 1,399人  |

### 事業者数の変遷
経済センサスによる事業所数の推移。
| 年                 | 事業者数 |
| ------------------ | -------- |
| 2016年（平成28年） | 237      |
| 2021年（令和3年）  | 229      |

### 従業員数の変遷
経済センサスによる従業員数の推移。
| 年                 | 従業員数 |
| ------------------ | -------- |
| 2016年（平成28年） | 1,359    |
| 2021年（令和3年）  | 1,399    |

## 交通

JR横須賀線東逗子駅

- JR横須賀線東逗子駅
- 横浜横須賀道路：逗子インターチェンジ
- 逗葉新道
- 神奈川県道24号横須賀逗子線

## 施設

### 公共
- 沼間公民館
- 逗子市商工会館

### 教育
- 逗子市立沼間小学校
- 逗子市立沼間中学校

### 神社仏閣

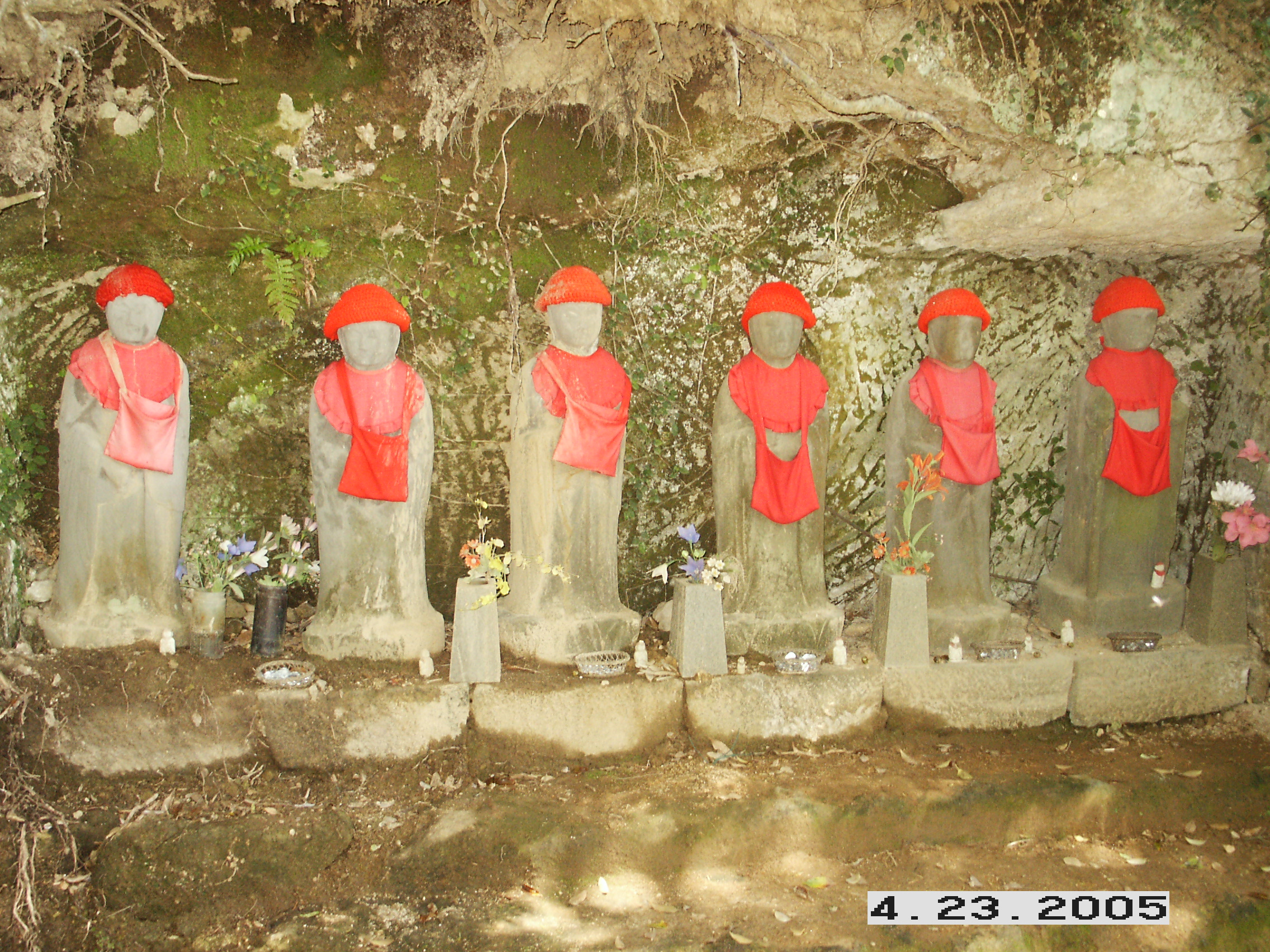
神武寺六地蔵

- 神武寺
- 海宝院
- 光照寺
- 法勝寺
- 五霊神社
- 七諏訪社

### 史跡
- 沼間管ヶ谷台地遺跡
- 神武寺城郭跡
- 火の見下庚申塔群
- 横須賀海軍工廠沼間地下工場

## その他

### 日本郵便
- 郵便番号 : 249-0004[3]（集配局 : 逗子郵便局[20]）。